# プリキュア5、フル・スロットル GO GO!/手と手つないでハートもリンク!!
「プリキュア5、フル・スロットル GO GO!/手と手つないでハートもリンク!!」（プリキュアファイブ、フル・スロットル ゴーゴー!/てとてつないでハートもリンク!!）は、工藤真由 with ぷりきゅあ5と宮本佳那子 with ヤングフレッシュのシングル。2008年2月6日にマーベラスエンターテイメントから発売された。

## 概要
テレビアニメ『Yes!プリキュア5GoGo!』の2曲主題歌を収録したスプリット・シングル。前作『Yes!プリキュア5』同様、工藤真由と宮本佳那子が担当する。オープニングテーマの「プリキュア5、フル・スロットルGO GO!」は工藤真由 with ぷりきゅあ5が、エンディングテーマの「手と手つないでハートもリンク!!」は宮本佳那子 with ヤングフレッシュが歌っている。CDジャケットには、プリキュア5とミルキィローズがプリントされている。
初回封入特典として、ジャケットイラストステッカーが同梱されている。
2011年2月にマーベラスエンターテイメントのCDの販売委託先がジェネオン・ユニバーサル・エンターテイメントジャパンからソニー・ミュージックディストリビューションに変更になったのに伴い、同年6月1日に再発版がリリースされており、このCDには別シングルで発売されている後期エンディングテーマ「ガンバランスdeダンス〜希望のリレー〜」も収録され、またオープニング・エンディングのノンテロップムービーを収録したDVD付属版も発売される。

## 収録曲
ジェネオン版
1. プリキュア5、フル・スロットル GO GO! [4:05]
歌：工藤真由 with ぷりきゅあ5
作詞：只野菜摘、作曲：間瀬公司、編曲：家原正樹
テレビアニメ『Yes!プリキュア5GoGo!』オープニングテーマ
2. 手と手つないでハートもリンク!! [3:58]
歌：宮本佳那子 with ヤングフレッシュ
作詞：青木久美子、作曲：岩切芳郎、編曲：籠島裕昌・亀山耕一郎
テレビアニメ『Yes!プリキュア5GoGo!』前期エンディングテーマ
3. プリキュア5、フル・スロットル GO GO!（オリジナル・カラオケ） [4:05]
4. 手と手つないでハートもリンク!!（オリジナル・カラオケ） [3:55]

ソニー・ミュージック版
1. プリキュア5、フル・スロットル GO GO! [4:05]
2. 手と手つないでハートもリンク!! [3:58]
3. ガンバランスdeダンス〜希望のリレー〜
歌：キュア・カルテット（五條真由美、うちやえゆか、工藤真由、宮本佳那子）
作詞：青木久美子、作曲：小杉保夫、編曲：籠島裕昌・亀山耕一郎
テレビアニメ『Yes!プリキュア5gogo』後期エンディングテーマ
4. プリキュア5、フル・スロットル GO GO!（オリジナル・カラオケ） [4:05]
5. 手と手つないでハートもリンク!!（オリジナル・カラオケ） [3:55]
6. ガンバランスdeダンス〜希望のリレー〜（オリジナル・カラオケ）

ソニー・ミュージック版付属DVD
1. プリキュア5、フル・スロットル GO GO!（オープニング・ノンテロップムービー）
2. 手と手つないでハートもリンク!!（前期エンディング・ノンテロップムービー）
3. ガンバランスdeダンス〜希望のリレー〜（後期エンディング・ノンテロップムービー）